# 헬러 헤이먼
헬러 헤이먼(Hella Heyman, 1921년 7월 15일~1992년 5월 1일)은 미국의 촬영 감독, 배우이다.

## 영화
- 변형 시간의 의례 (1946년)
- 뭍에서 (1944년)